# Othresypna kosempona
Othresypna kosempona là một loài bướm đêm trong họ Noctuidae.